# Ribe Jernstøberi
Ribe Jernstøberi var en virksomhed i Ribe, der i 1848 blev grundlagt af Frederik von Stöcken.
Ud over almindeligt støbegods til hele Sydjyllands landmænd og andre erhvervsdrivende, blev der også produceret landskendte støbeovne til danske hjem.
Krigen i 1864 ramte virksomheden hårdt, da kundegruppen syd for den nye grænse med et forsvandt.
Som mulig vej ud af krisen for virksomheden, kæmpede von Stöcken for at få jernbanen til Ribe, således at produkterne lettere kunne finde vej til nye kundegrupper i Danmark.
Efter Frederik von Stöckens død, var der ikke just kamp om at overtage virksomheden. Det blev Rasmus Marius Jacobsen Obbekjer, der så muligheder i virksomheden. Virksomheden gik i arv, da køberen selv døde i 1907.
Hvor Rasmus Maris Jacobsen Obbekjer oprindelig var guldsmed og have ringe viden om støberi, så var arvingen, Hans Peter Ingerslev Obbekjer helt anderledes forberedt på opgaven. Han havde studeret til opgaven i Tyskland og omgivet sig med danske ingeniører, der var af den tyske skole.
Det resulterede i virksomhedens storhedstid og på trods af konkurrence fra udlandet, støberi i Vejen og Vejle, kom virksomheden styrket ud af 1. verdenskrig.
I 1920 udvidede virksomheden på grunden mod vest. Dette skete med en tidligere Zeppelinerhal, der var købt i Tønder og havde huset de store flyvende kæmper.
Et produkt fra virksomheden i Ribe kom i 1950'erne på alle danskers læber – nemlig Ribe Gryden. Det skete efter at selveste Kirsten Hüttemeier havde rost gryden.
Ud over at udvide på matriklen i Saltgade, Ribe, så blev der etableret fabrikker i Tønder og Greve.
Da der sidst i 1960’erne var mangel på arbejdskraft, var Ribe Jernstøberi en af de første danske virksomheder, der hentede tyrkisk arbejdskraft til landet.
I 1973 stoppede man støberidriften i Ribe og ændrede navnet til Ribe Jernindustri. Fokus var nu på at producere panelradiatorer.
Omkring årtusindeskiftet havde globaliseringen ramt virksomheden, der fik svært ved at give overskud.
I 2011 kom Michael Boel Olesen til virksomheden, i et forsøg på at redde den.
I 2012 flyttede man virksomhedens bygninger væk fra Ribe Jernindustri og over i et nyetableret ejendomsselskab.
2017 præsenteredes nye planer om at omdanne hele støberiområdet til et nyt boligområde og at etablere et nyt støberi i Ribe Nord.
28. september 2018 går firmaet konkurs, og årsagen begrundes med heftig konkurrence fra Østeuropa og Tyrkiet
I 2024 blev de gamle fabriksbygninger vest for Saltgade ryddet, bortset fra administrationsbygningen.
- Logo øverst på fabrikkens skorsten
- Eksempler på Ribe Gryden
- Den helt ryddede støberigrund set fra Borgertårnet, januar 2025